# Friedl' Lesage
Friedl' Lesage (Ardooie, 5 januari 1970) is een Belgisch radio- en televisiepresentatrice.

## Levensloop
Op haar 18de verhuisde ze naar Antwerpen om daar de studie Woordkunst te volgen aan het Koninklijk Vlaams Conservatorium van Antwerpen. Door een stage kwam Friedl' bij de radio terecht. Heel even bij Radio 2, de volgende drie jaar bij Studio Brussel en ten slotte bij Radio 1. Tussen al de radio-opdrachten door speelde ze ook de stem van Jappe de Muis en las ze een hoop reportages in voor onder meer NV De wereld, FilmNet en Canal+.
Van 1997 tot 1998 werkte ze voor Ketnet (Studio.Ket).
Op 17 augustus 1999 nam ze het programma De Nieuwe Wereld bij Radio 1 over en ze maakt er een van de populairste programma's van de zender van. Het programma won de prijs van het "beste radioprogramma van 2002". Als stemactrice sprak Friedl' de stem in van Jappe uit Coco en Jappe en in 2002 sprak ze de stem in van de zeester 'Sterre' in de Vlaamse versie van Finding Nemo.
In 2003 presenteerde ze Tv.gasten op TV1, een talk-docu met archiefbeelden, waarin ze Jan Van Rompaey, Bart Peeters, Ann Petersen, Pol Goossen, Andrea Croonenberghs, & Martine Tanghe interviewde.
Begin 2005 kwam ze tijdens een reis in Zweden ten val, waardoor ze enkele maanden uit de ether verdween. Op 1 juli presenteerde ze dan toch de laatste aflevering van De Nieuwe Wereld op Radio 1, en sinds 29 augustus 2005 is ze op diezelfde zender gastvrouw in Het beste moet nog komen, waarin ze elke weekdag van 9 tot 10 praat met een gast.
Vanaf september 2008 tot juni 2012 presenteert ze op zondagvoormiddag tussen 9 en 10 uur het boekenprogramma Friedl', een leven in boeken. 
Sinds september 2012 presenteert ze elke zondagmiddag van 11 tot 13u live het praatprogramma Touché  op Radio 1. Hiervan doet ze ook zelf de hele productie.  
Lesage is voorzitster van de vakjury van de Gouden Boekenuil.

## Trivia
- Friedl' Lesage is een zus van de filosoof Dieter Lesage, van de musicus Peter Lesage en van de acteur Günther Lesage.
- Lesage nam in 2004 deel aan het tweede seizoen van de Slimste Mens ter Wereld. Tijdens haar eerste deelname verloor ze het finalespel en bijgevolg moest ze de quiz verlaten.

Huidig (anno 2025):
Lee Arrendell · Thomas De Smet · Nona 't Jolle · Nidal van Rijn · Emma Vanthielen
Voormalig (1997–2024):
Jelle Cleymans (2002–2007) · Staf Coppens (1999–2004) · Karolien Debecker (2006–2009) · Veerle Deblauwe (2003–2006) · Sam De Bruyn (2009) · Niels Destadsbader (2009–2014) · Ianka Fleerackers (1998–2001) · Tom Gernaey (2006) · Sander Gillis (2012–2023) · An Jordens (1998–2005) · Melvin Klooster (2006–2012) · Heidi Lenaerts (2006–2007) · Friedl' Lesage (1997–1998) · Charlotte Leysen (2011–2019) · Véronique Leysen (2009–2013) · Kristien Maes (2007–2012) · Gloria Monserez (2020-2024) · Sarah Mouhamou (2014-2025) · Leonard Muylle (2012–2018) · Sven Ornelis (1997–1999) · Peter Pype (2004–2012) · Ben Roelants (2009) · Mark Tijsmans (1997–2002) · Héritier Tipo (2022–2024) · Thomas Van Achteren (2015–2022) · Katrien Van Deuren (1998–1999) · Peter Van de Veire (1997–2002) · Steven Van Herreweghe (1997–2002) · Kobe Van Herwegen (2006–2011) · Ilse Van Hoecke (1998–2004) · Gitte Van Hoyweghen (1997–2001) · Britt Van Marsenille (2004–2008) · Sofie Van Moll (2001–2007) · Erika Van Tielen (2003–2006) · Henk Vermeulen (1998–2004) · Aron Wade (1998–2003) · Sien Wynants (2012–2022)